# Station Leszno Górne
Station Leszno Górne is een spoorwegstation in de Poolse plaats Leszno Górne.